# Survive (álbum de B'z)
Survive é o nono álbum da banda japonesa de hard rock B'z, lançado em 19 de novembro de 1997 pela BMG Japan. Vendeu 1.723.030 cópias no total, chegando à 1ª colocação da Oricon.

## Faixas
Todas as letras escritas por Koshi Inaba, todas as músicas compostas por Tak Matsumoto.
| N.º            | Título                                                | Duração |  |
| 1.             | "Deep Kiss"                                           | 4:14    |  |
| 2.             | "Suima-Yo!!" (スイマーよ！！)                         | 3:17    |  |
| 3.             | "Survive"                                             | 4:47    |  |
| 4.             | "Liar! Liar!"                                         | 3:20    |  |
| 5.             | "Happiness" (ハピネス)                                | 4:49    |  |
| 6.             | "Fireball"                                            | 4:12    |  |
| 7.             | "Do Me"                                               | 3:26    |  |
| 8.             | "Naite Naite Nakiyandara" (泣いて泣いて 泣きやんだら) | 3:35    |  |
| 9.             | "Cat"                                                 | 3:40    |  |
| 10.            | "Dattara Agechaeyo" (だったらあげちゃえよ)            | 3:50    |  |
| 11.            | "Shower"                                              | 4:34    |  |
| 12.            | "Calling"                                             | 5:54    |  |
| Duração total: | Duração total:                                        | 50:00   |  |